# Циховский, Роман
Роман Доминик Каетан Циховский (пол. Roman Dominik Kajetan Cichowski; 4 августа 1818 года, Усаржув ― 20 сентября 1889 года, Линув) ― польский изобретатель, промышленник и политический деятель

## Биография
Отец ― Пётр Циховский, ротмистр Великой армии в 1812―1813 гг.; мать ― Розалия, урождённая Хоментовская.
Учился в нескольких гимназия: сначала в Сандомире, затем в Радоме, с 1936 года ― в Варшаве. В июле 1838 году за свою революционную деятельность в гимназии и участие в тайном обществе «Содружество польского народа» был выслан в Ялуторовск, где проживали ссыльные декабристы, с которыми он близко сошёлся, особенно с Иваном Пущиным и Иваном Якушкиным. Циховскому было разрешено вести переписку и продолжить получение образования, но строжайше запрещалось покидать место пребывания. Подавал прошение о переводе его на Кавказ, в чём ему было отказано. Во время пребывания в Сибири увлёкся живописью. Летом 1841 года был отпущен на свободу по представлению князя Варшавского и по случаю свадьбы наследника императорского престола.
Вернувшись в Польшу весной 1844 года, он женился на Казимире Лещинской и некоторое время жил в Марушове-на-Висле. В 1846 году он переехал в близлежащее поместье Линув, которое получил от своего свёкра Алойза Лещинского.
До и во время Январского восстания Роман Циховский был активным членом белой партии. Вместе с Карским вёл переговоры от имени белых с генералом Марианом Лангевичем в Новой Слупи в феврале 1863 года.

### Циховский как изобретатель
С 1847 года Роман Циховский посвятил себя научно-практической деятельности. Он активно занимался совершенствованием ряда сельскохозяйственных орудий и инструментов. В своем имении в Линуве он построил экспериментальную ферму, где в течение многих лет проводил эксперименты с моделями различных плугов, предназначенных для различных типов почвы. Циховский собрал в Линуве все виды плугов из разных стран, доступных в то время.
Примерно с 1855 года Циховский стал членом Сельскохозяйственного общества в Царстве Польском. В 1860 году он основал небольшой завод сельскохозяйственной техники в Линуве и начал сотрудничать с Люблинским машиностроительным и чугунолитейным заводом Мечислава Вольского. В 1860 году он принял участие в сельскохозяйственной выставке в Лондоне (где его изобретения удостоились высокой оценки со стороны В. Гарварда, владельца завода сельскохозяйственной техники в Белфасте). В последующие годы Роман Циховский неоднократно завоёвывал призы и медали на сельскохозяйственных выставках в Париже и Брюсселе.
В 1870 году он получил золотую медаль на сельскохозяйственной и промышленной выставке в Варшаве (за свои плуги и сеялку). Результаты наблюдений и экспериментов Циховского были опубликованы, среди прочего, в 1856–1858 годах в газетах «Gazeta Przemysłowa i Rolnicza» и «Kłosy». Занимался проблемами совершенствования сельскохозяйственных машин почти до конца своей жизни.
Умер в 1889 году, был похоронен на приходском кладбище в Труйце.

### Семья
Супруга ― Казимира Лещинская. В семье было семеро детей: Мечислав, Мария, Ванда, Генрик, Елена, Роша и Владислава. Внук ― Генрик Чеслав Циховский, известный теолог.

## Сочинения
1. Wielka encyklopedia powszechna ilustrowana Tom XI (str. 971-972), nakł. i druk Sikorski S., Warszawa, 1893 r.
2. Podręczna Encyklopedia Powszechna, Tom II, Wydawnictwo „Przeglądu Tygodniowego”, Warszawa, 1896 r.
3. S.Orgelbranda Encyklopedja Powszechna Tom III, Warszawa, 1898 r.
4. Słownik Polskich Pionierów Techniki, Wydawn. „Śląsk”, Katowice, 1984 r. [ISBN 83-216-0339-4]
5. Arkuszewski Antoni „Kazimiera z Leszczyńskich Romanowa Cichowska 6.II.1828 – 11.V.1885”, Warszawa, 1989 r. (maszynopis)
6. "Wiadomości Ziemiańskie" Nr 46-lato 2011, kwartalnik Polskiego Towarzystwa Ziemiańskiego, ISSN 1641-4500
7. "Gazeta Radomska" Nr 78 z 13 /25/ września 1889 r., str. 2
8. "Gazeta Radomska" Nr 80 z 20 września /2 października/ 1889 r., str. 3
9. Genealogia Potomków Sejmu Wielkiego dr. M.J. Minakowski